# David Sherwin
David Sherwin (1942. február 24. – 2018. január 8.) brit forgatókönyvíró, filmproducer.
A Ha… (If…) című film forgatókönyvéért BAFTA-díjra jelölték 1969-ben.

## Filmjei
- Ha… (If…) (1968)
- Vasárnap, átkozott vasárnap (Sunday Bloody Sunday) (1971)
- A szerencse fia (O Lucky Man!) (1973, producer is)
- Britannia gyógyintézet (Britannia Hospital) (1982)
- Gyilkos arany (Wet Gold) (1984, tv-film)